# Dicheniotes polyspila
Dicheniotes polyspila är en tvåvingeart som först beskrevs av Mario Bezzi 1924.  Dicheniotes polyspila ingår i släktet Dicheniotes och familjen borrflugor.
Artens utbredningsområde är Kenya. Inga underarter finns listade i Catalogue of Life.